# منبع‌شناسی مرعشیان
منبع‌شناسی تاریخ مرعشی به آثار مکتوب گوناگونی می‌پردازد که در شناخت تاریخ سال‌های پایانی باوندیان و دودمان‌های چلاویان، مرعشیان و پادوسپانیان در طبرستان و همچنین کیاییان در گیلان کمک می‌کنند. این منابع شامل منابع متقدم یا اصلی، منابع متأخر یا فرعی و تحقیقات جدید می‌شوند.